# Клавихо-и-Фахардо, Хосе
Хосе́ Клави́хо-и-Фаха́рдо (исп. José Clavijo y Fajardo; 1730—1806) — испанский журналист, переводчик, писатель

 эпохи Просвещения; директор королевского архива. Теперь известен в основном как главный герой  ранней пьесы Гёте.
Уроженец канарского острова Лансароте, Клавихо ещё в молодости получил известность как редактор журнала «Мыслитель» (El Pensador). Мишенью его нападок часто становились такие проявления клерикализма, как публичные представления духовных пьес (которые в результате и были запрещены). В 1773 г. ему было поручено редактирование «Вестника истории и политики» (Mercurio historico y politico). Перевёл «Естественную историю» Бюффона (Мадрид, 1791—1802).
Пьеса Гёте («Клавиго», 1774) была основана на ссоре Клавихо с Бомарше. Первый состоял в интимных отношениях с сестрой второго, но не сдержал своего обещания жениться на ней. В 1764 году Бомарше явился в Мадрид и заставил Клавихо написать письменное признание в совершенном обмане, на основании которого добился снятия Клавихо с занимаемой должности.